# Zapalenie wątroby

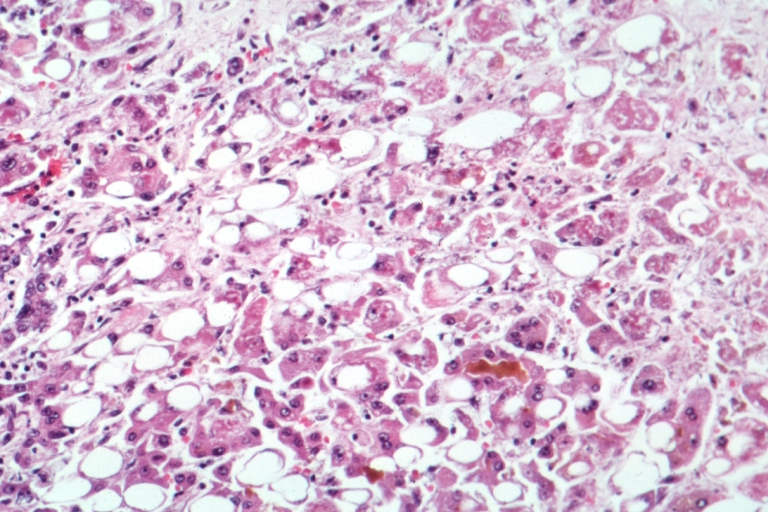
Alkoholowe zapalenie wątroby ze stłuszczeniem i ciałkami Malloryego-Weissa.

Zapalenie wątroby (łac. hepatitis) –  grupa chorób wątroby o różnej etiologii, których wspólnym mianownikiem jest stan zapalny tego narządu. 

## Typy zapaleń
W zależności od etiologii oraz przebiegu choroby rozróżnia się kilka typów zapalenia wątroby. 

### Ostre zapalenie wątroby
Ostre zapalenie wątroby może być wywołane m.in. infekcją (wirusową, bakteryjną lub pierwotniakową), nadużywaniem alkoholu, lekami, innymi toksynami, chorobami autoimmunologicznymi, zaburzeniami krążenia, wrodzonymi błędami metabolizmu lub ciążą.

### Przewlekłe zapalenie wątroby
Przewlekłe zapalenie wątroby może mieć m.in. podłoże wirusowe, polekowe, autoimmunologiczne, alkoholowe lub może być związane ze stłuszczeniem wątroby.

Przeczytaj ostrzeżenie dotyczące informacji medycznych i pokrewnych zamieszczonych w Wikipedii.